# Exostema rotundatum
Exostema rotundatum är en måreväxtart som beskrevs av August Heinrich Rudolf Grisebach. Exostema rotundatum ingår i släktet Exostema och familjen måreväxter.
Artens utbredningsområde är Kuba. Inga underarter finns listade i Catalogue of Life.